# Gymnostomum crispatum
Gymnostomum crispatum là một loài rêu trong họ Pottiaceae. Loài này được (Nees & Hornsch.) Schimp. mô tả khoa học đầu tiên năm 1860.